# Вакулко Юрій Миколайович
Ю́рій Микола́йович Ваку́лко (10 листопада 1997, Одеса, Україна) — український футболіст, центральний півзахисник клубу «Кривбас». Виступав за молодіжну збірну України.

## Клубна кар'єра
Вихованець одеської ДЮСШ-11, що входить до клубної структури місцевого «Чорноморця». З початку 2014 року продовжив займатися в академії дніпровського «Дніпра».
Влітку того ж 2014 року дебютував в іграх молодіжної команди «Дніпра» в молодіжному чемпіонаті України.
Після завершення сезону 2015/16 основну команду «Дніпра» залишив головний тренер Мирон Маркевич та більша частина гравців. Виконувачем обов'язки головного тренера основної команди було призначено Дмитра Михайленка, який до того очолював молодіжну команду і сформував новий склад «основи» за рахунок дніпровської молоді. 18-річний Вакулко став одним з молодих виконавців, що дебютували в українській Прем'єр-лізі вже у першому турі сезону 2016/17, в якому оновлений «Дніпро» неочікувано впевнено здолав луцьку «Волинь» з рахунком 5:0. У цьому дебютному для себе матчі на дорослому рівні Вакулко забив один з голів своєї команди.
В наступних матчах початку сезону 2016/17 футболіст продовжив використовуватися тренерським штабом «Дніпра» як основний виконавець на позиції правого півзахисника.
В липні 2021 після закінчення конктрату з СК «Дніпро-1» перейшов до латвійського клубу «Рига».

## Виступи в збірних
2012 року провів дві гри за юнацьку збірну України U-16 — виходив на поле в матчах проти німецьких однолітків, програних із загальним рахунком 2:10.
Протягом 2015—2016 років зіграв 5 матчів за юнацьку збірну 19-річних.
У 2015—2016 роках виступав за молодіжну збірну України.

## Досягнення
- Брав участь у «срібному» (2017/18) сезоні «Партизана», однак провів всього 2 матчі, чого замало для отримання медалей